# Aristolochia iquitensis
Aristolochia iquitensis är en piprankeväxtart som beskrevs av Oswald Schmidt. Aristolochia iquitensis ingår i släktet piprankor, och familjen piprankeväxter. Inga underarter finns listade i Catalogue of Life.